# Ricardo Osorio
Ricardo Osorio Mendoza (Huajuapan de León, Oaxaca, 30 de marzo de 1980) es un exfutbolista mexicano, jugaba de defensa y su último equipo fue el C.F. Monterrey de la Primera División de México.

## Trayectoria
Cruz Azul
Tuvo su debut con el primer equipo del Cruz Azul dirigido por José Luis Trejo en el Torneo Verano 2002, en el partido Cruz Azul 3-1 Atlante disputado el sábado 2 de febrero de 2002.
Inició de titular en la defensa central al lado del peruano Juan Reynoso y David Mendoza.
Tras la salida de Reynoso para el Apertura 2002 se consolida como titular en la defensa junto a Melvin Brown.
Sus cualidades técnicas poco a poco lo van convirtiendo en uno de los mejores marcadores de México, implacable sobre todo en el mano a mano, fino con la pelota y con capacidad para incorporarse al frente jugando como lateral.
El Torneo Clausura 2003 sería su despegue definitivo, a pesar de que al equipo tuvo una temporada irregular, recibiría su primera convocatoria a la selección nacional.
VfB Stuttgart
Fue contratado por el VfB Stuttgart de Alemania, por una suma que se especula entre 3.5 a 4 millones de euros, luego de su buen desempeño en la Copa del Mundo de Alemania 2006.
En ese mismo año, el defensa del VfB Stuttgart cometió un autogol en su propia área en el encuentro que sostuvo el tricolor en contra de Honduras, en San Pedro Sula.
En el 2007 al vencer al FC Energie Cottbus por 2 goles a 1 el VfB Stuttgart se coronó campeón de la Bundesliga. Osorio jugó la primera parte del partido pero salió de cambio por el brasileño da Silva al minuto 46 de juego. Osorio disputó 26 juegos de la Bundesliga. Con ello se coronaron campeones en la temporada 2007, otro jugador mexicano: Pável Pardo también era titular con el VfB Stuttgart.
CF Monterrey
Fue contratado por el Monterrey en el 2010 después del Copa del Mundo de Sudáfrica 2010.
Ese mismo año en su torneo debut con los Rayados se coronó campeón del Apertura 2010, siendo pieza fundamental para que el equipo pudiera obtener este campeonato.
En el 2011 se coronó Campeón de la Concacaf Liga Campeones 2010-2011 jugando contra el Real Salt Lake derrotándolo con un marcador 3-2 Global.
En 2012 conseguiría de nueva cuenta esta hazaña contra el Santos Laguna de México.
Al año siguiente conseguiría la hazaña por tercera vez consecutiva de nueva cuenta arrebatando el campeonato al Santos Laguna de México.

### Clubes
| Club                | País                | Año         | Partidos | Goles |
| ------------------- | ------------------- | ----------- | -------- | ----- |
| Cruz Azul Hidalgo   | México              | 2000 - 2001 | 25       | 0     |
| Cruz Azul F.C.      | México              | 2002 - 2006 | 146      | 0     |
| V.f.B. Stuttgart    | Alemania            | 2006 - 2010 | 101      | 1     |
| C.F. Monterrey      | México              | 2010 - 2014 | 102      | 1     |
| Querétaro F.C.      | México              | 2014 - 2015 | 36       | 0     |
| C.F. Monterrey      | México              | 2015 - 2016 | 26       | 0     |
| Total en su carrera | Total en su carrera | 2000 - 2016 | 436      | 2     |

## Estadísticas

### Clubes
La siguiente tabla detalla los encuentros disputados y los goles marcados en los clubes en los que ha militado.
| Cruz Azul Hidalgo · México |               |               |     |    |    |    |    |     |     |   |
| 2ª | 2000-01       | 11            | 0   | -  | -  | -  | -  | 11  | 0   |   |
| 2ª | 2001          | 14            | 0   | -  | -  | -  | -  | 14  | 0   |   |
| Total club | Total club    | 25            | 0   | -  | -  | -  | -  | 25  | 0   |   |
| Cruz Azul F.C. · México |               |               |     |    |    |    |    |     |     |   |
| 1.ª | 2002          | 11            | 0   | -  | -  | -  | -  | 11  | 0   |   |
| 1.ª | 2002-03       | 36            | 0   | 2  | 0  | 12 | 0  | 50  | 0   |   |
| 1.ª | 2003-04       | 40            | 0   | -  | -  | -  | -  | 40  | 0   |   |
| 1.ª | 2004-05       | 28            | 0   | -  | -  | -  | -  | 28  | 0   |   |
| 1.ª | 2005-06       | 25            | 0   | 3  | 0  | -  | -  | 28  | 0   |   |
| Total club | Total club    | 129           | 0   | 5  | 0  | 12 | 0  | 146 | 0   |   |
| VfB Stuttgart · Alemania |               |               |     |    |    |    |    |     |     |   |
| 1.ª | 2006-07       | 27            | 1   | 6  | 0  | -  | -  | 33  | 1   |   |
| 1.ª | 2007-08       | 22            | 0   | 2  | 0  | 5  | 0  | 29  | 0   |   |
| 1.ª | 2008-09       | 17            | 0   | 3  | 0  | 9  | 0  | 29  | 0   |   |
| 1.ª | 2009-10       | 7             | 0   | 1  | 0  | 2  | 0  | 10  | 0   |   |
| Total club | Total club    | 73            | 1   | 12 | 0  | 16 | 0  | 101 | 1   |   |
| C.F. Monterrey · México |               |               |     |    |    |    |    |     |     |   |
| 1.ª | 2010-11       | 32            | 1   | -  | -  | 6  | 0  | 38  | 1   |   |
| 1.ª | 2011-12       | 23            | 0   | -  | -  | 4  | 0  | 27  | 0   |   |
| 1.ª | 2012-13       | 12            | 0   | -  | -  | 4  | 0  | 16  | 0   |   |
| 1.ª | 2013-14       | 23            | 0   | 8  | 0  | -  | -  | 31  | 0   |   |
| 1.ª | 2015-16       | 24            | 0   | 2  | 0  | -  | -  | 26  | 0   |   |
| Total club | Total club    | 104           | 1   | 10 | 0  | 14 | 0  | 128 | 1   |   |
| Querétaro F.C. · México |               |               |     |    |    |    |    |     |     |   |
| 1.ª | 2014-15       | 30            | 0   | 6  | 0  | -  | -  | 36  | 0   |   |
| Total club | Total club    | 30            | 0   | 6  | 0  | -  | -  | 36  | 0   |   |
| Total carrera | Total carrera | Total carrera | 361 | 2  | 33 | 0  | 42 | 0   | 436 | 2 |
| (1)Incluye datos de la Copa México, Pre Pre Libertadores (2003), InterLiga (2006) y DFB-Pokal. (2)Incluye datos de la Concacaf Liga de Campeones (2010-11, 2011-12 y 2012-13), Pre Libertadores (2003), Copa Libertadores (2003), UEFA Champions League (2007-08 y 2009-10), Copa Intertoto (2008), Copa de la UEFA (2008-09) y Copa Mundial de Clubes (2011 y 2012). |               |               |     |    |    |    |    |     |     |   |

## Selección nacional
El defensor fue un despejador nato y poseía muy buena técnica individual, además de velocidad. Sus características hicieron que el seleccionador Ricardo La Volpe lo llevara a la Copa del Mundo de Alemania 2006. Debutando en ese Mundial en el partido de México vs Irán, con una victoria para el equipo mexicano por 3-1.
Fue seleccionado por Hugo Sánchez para la Copa de Oro 2007. En este torneo, experimentó una ola de críticas en su contra cuando se dio a conocer la noticia de que no jugaría la Copa América 2007, a dos días de enfrentar a los Estados Unidos. Esto ocurrió cuando el equipo tricolor derrotó a la Selección de Guadalupe por la mínima diferencia (1-0). Osorio alegó cansancio físico y mental como razones para no participar en la justa continental. El castigo por su falta de compromiso se hizo efectivo cuando Hugo Sánchez ya no lo llamó para los partidos restantes del 2007, al término de la Copa América. Su regreso se dio en el 2008 durante el último encuentro que dirigió el Pentapichichi en la ciudad de Fulham, Inglaterra. En esa localidad londinense México jugó contra Ghana, a quien venció con marcador de 2-1.
En el 2009, Ricardo Osorio logró jugar casi todos los encuentros del hexagonal final de CONCACAF bajo la guía de Sven Goran Eriksson y posteriormente mantuvo la titularidad con Javier Aguirre, ayudando a la zaga azteca para conseguir la clasificación al Mundial de Sudáfrica 2010.
Participó con la selección mexicana en el 27 de junio de 2010 en el partido de octavos de final de la copa del mundo de Sudáfrica, donde México enfrentó a la selección nacional de Argentina, resultando ganadores los últimos por marcador 3-1, donde un grave error suyo provocó la segunda anotación argentina por conducto de Gonzalo Higuaín, este error le generaría muchas críticas y marcaría su carrera deportiva.

### Participaciones en fases finales
| Competición                    | Categoría | Sede                    | Resultado        | Partidos | Goles |
| ------------------------------ | --------- | ----------------------- | ---------------- | -------- | ----- |
| Copa Oro CONCACAF 2003         | Absoluta  | Estados Unidos y México | Campeón          | 5        | 0     |
| Copa América 2004              | Absoluta  | Perú                    | Cuartos de final | 3        | 1     |
| Copa FIFA Confederaciones 2005 | Absoluta  | Alemania                | Cuarto lugar     | 6        | 0     |
| Copa Oro CONCACAF 2005         | Absoluta  | Estados Unidos          | Cuartos de final | 4        | 0     |
| Copa Mundial FIFA 2006         | Absoluta  | Alemania                | Octavos de final | 4        | 0     |
| Copa Oro CONCACAF 2007         | Absoluta  | Estados Unidos          | Subcampeón       | 5        | 0     |
| Copa Mundial FIFA 2010         | Absoluta  | Sudáfrica               | Octavos de final | 4        | 0     |
| Copa Oro CONCACAF 2011         | Absoluta  | Estados Unidos          | Campeón          | 0        | 0     |
| Total                          | –         | –                       | –                | 31       | 1     |

### Goles internacionales
| #  | Fecha              | Sede                                  | Oponente | Marcador | Resultado | Competición       |
| -- | ------------------ | ------------------------------------- | -------- | -------- | --------- | ----------------- |
| 1. | 7 de julio de 2004 | Estadio Elías Aguirre, Chiclayo, Perú | Uruguay  | 1–1      | 2–2       | Copa América 2004 |

## Palmarees

### Campeonatos nacionales
| Título          | Club             | País     | Año     |
| --------------- | ---------------- | -------- | ------- |
| 1. Bundesliga   | V.F.B. Stuttgart | Alemania | 2006-07 |
| Torneo Apertura | CF Monterrey     | México   | 2010    |

### Campeonatos internacionales
| Título                  | Club               | País                    | Año     |
| ----------------------- | ------------------ | ----------------------- | ------- |
| Copa Oro CONCACAF       | Selección Mexicana | Estados Unidos y México | 2003    |
| Copa Intertoto          | V.F.B. Stuttgart   | Alemania                | 2008    |
| Liga Campeones CONCACAF | C.F. Monterrey     | Estados Unidos          | 2010-11 |
| Copa Oro CONCACAF       | Selección Mexicana | Estados Unidos          | 2011    |
| Liga Campeones CONCACAF | CF Monterrey       | México                  | 2011-12 |
| Liga Campeones CONCACAF | CF Monterrey       | México                  | 2012-13 |